# The Varukers
The Varukers és un grup anglès de hardcore punk format l'any 1979 pel cantant Anthony «Rat» Martin. El grup va produir els seus discos més influents a principis de la dècada del 1980. The Varukkers toca D-beat, l'estil musical de Discharge, i com aquests, les seves lletres són d'ideologia anarquista.

## Història
Inicialment coneguts com The Veruccas, la banda va alterar l'ortografia del seu nom a The Varukers per a transmetre major agressivitat. Quan van gravar a principis dels anys 1980 formaven part d'una escena més àmplia coneguda com UK 82 amb grups com Chaos UK, Amebix, The Exploited i Charged GBH. El nou estil, més dur, també va tendir a utilitzar lletres més fosques, més nihilistes i més violentes, que sovint es cridaven enlloc de cantar-se.
The Varukers es van separar el 1989, però el vocalista Rat i el guitarrista Ian «Biff» Smith van reformar la banda el 1993 amb antics membres de Discharge. Estilísticament, la seva música de la dècada del 1990 s'assemblava a l'estil tradicional UK 82. El grup ha passat per molts canvis de formació al llarg dels anys, i l'únic membre permanent és Rat a la veu, mentre que el guitarrista Biff hi és des de 1985.

## Discografia
- Protest and Survive EP (1981)
- I Don't Wanna Be a Victim EP (1982)
- "Die for Your Government" senzill (1982)
- Bloodsuckers LP (1983)
- Led to the Slaughter EP (1984)[5]
- Another Religion, Another War EP (1984)
- Massacred Millions EP (1984)
- One Struggle, One Fight LP (1984)
- Prepare for the Attack LP (1986)
- Nothing Changed EP (1994)
- Deadly Games LP/CD (compilació, 1994)
- Murder LP/CD (1998)
- How Do You Sleep? (2000)
- Hellbound LP/CD (2005)
- 1980–2005: Collection Of 25 Years CD (2006)
- Killing Myself to Live CD (2009)
- Damned and Defiant LP/CD (2017)[6]